# محمد حلوان الشراري
محمد حلوان الشراري كاتب وشاعر وباحث سعودي، يرأس اللجنة الثقافية في نادي الجوف الأدبي منذ نوفمبر 2020م.  صدر له عدد من الدواوين ومجموعة من المؤلفات التي تؤرخ للتعليم والأدب والثقافة في منطقة الجوف شمال المملكة العربية السعودية.

## إصدارات
| م  | الكتاب                                       | سنة النشر | ملاحظات                                 |
| -- | -------------------------------------------- | --------- | --------------------------------------- |
| 1  | شاشة أحزاني                                  | 2011م     | ديوان شعر شعبي.                         |
| 2  | سليمان الأفنس من الجوف للجوف                 | 2014م     | [ 5 ]                                   |
| 3  | ديوان الشاعر الأديب عايد بن رغيان الوردة     | 2014م     |                                         |
| 4  | من شعراء قبيلة الشرارات (الشعراء القدامى) ج1 | 2017م     | [ 6 ]                                   |
| 5  | أدباء الجوف ومثقفوها                         | 2018م     | صدر عن نادي الجوف الأدبي.               |
| 6  | تراتيل القصيد                                | 2018م     | ديوان شعر.                              |
| 7  | أضواء على التعليم في القريات ماضياً وحاضراً    | 2020م     | صدر عن دار الثلوثية.                    |
| 8  | ببليوجرافية الجوف                            | 2021م     | صدر عن مركز عبد الرحمن السديري الثقافي. |
| 9  | ذكرى الراحلين                                | 2021م     | مقالات.                                 |
| 10 | قريات الملح كما شاهدها الغربيون              | 2021م     | [ 11 ]                                  |
| 11 | الفيصل في مَن سُمي من الأعلام بفيصل            | 2021م     | صدر عن دار الثلوثية.                    |
| 12 | مدرسة اللحاوية: قاعدة التعليم في طبرجل       | 2022م     |                                         |
| 13 | عايش الكذيبا وما تبقى من قصائده              | 2022م     | [ 13 ]                                  |